# Korisliiga MVP finali
La Korisliiga MVP finali è il premio conferito dalla Korisliiga al miglior giocatore delle partite finali per il titolo.

## Vincitori
| Stagione  | Nazionalità          | Giocatore          | Squadra           |
| --------- | -------------------- | ------------------ | ----------------- |
| 1999-2000 | Finlandia            | Juha Luhtanen      | Namika Lahti      |
| 2000-2001 | Stati Uniti          | Lonnie Cooper      | Espoon Honka      |
| 2001-2002 | Finlandia            | Markus Hemdahl     | Espoon Honka      |
| 2002-2003 | Finlandia            | Heikki Zitting     | Espoon Honka      |
| 2003-2004 | Finlandia            | Anssi Kinnaslampi  | Kouvot Kouvola    |
| 2004-2005 | Stati Uniti          | Matthew Williams   | LrNMKY            |
| 2005-2006 | Danimarca            | Chanan Colman      | LrNMKY            |
| 2006-2007 | Finlandia            | Jukka Matinen      | Espoon Honka      |
| 2007-2008 | Giamaica             | Akeem Scott        | Espoon Honka      |
| 2008-2009 | Finlandia            | Vesa Mäkäläinen    | Namika Lahti      |
| 2009-2010 | Stati Uniti          | Damon Williams     | Tampereen Pyrintö |
| 2010-2011 | Stati Uniti          | Damon Williams (2) | Tampereen Pyrintö |
| 2011-2012 | Stati Uniti          | Jeb Ivey           | Bisons Loimaa     |
| 2012-2013 | Stati Uniti          | Jeb Ivey (2)       | Bisons Loimaa     |
| 2013-2014 | Stati Uniti          | Damon Williams (3) | Tampereen Pyrintö |
| 2014-2015 | Finlandia            | Teemu Rannikko     | Joensuun Kataja   |
| 2015-2016 | Stati Uniti          | D.J. Richardson    | Kouvot Kouvola    |
| 2016-2017 | Finlandia            | Teemu Rannikko (2) | Joensuun Kataja   |
| 2017-2018 | Bosnia ed Erzegovina | Bojan Šarčević     | Kauhajoen Karhu   |
| 2018-2019 | Stati Uniti          | Cameron Jones      | Kauhajoen Karhu   |
| 2019-2020 | non assegnato        | non assegnato      |                   |
| 2020-2021 | Stati Uniti          | Jeremiah Wood      | Vilpas Vikings    |